# Biringuccita
La biringuccita és un mineral de la classe dels borats. Rep el seu nom en honor de l'italià Vannoccio Biringuccio (1480–1538/9), alquimista, metal·lúrgic, polític, director de mina i el fundició; autor de Pirotechnia, un manual sobre el treball dels metalls publicat l'any 1540.

## Característiques
La biringuccita és un borat de fórmula química Na₂B₅O₈(OH)(H₂O). Cristal·litza en el sistema monoclínic. Es troba en forma de cristalls diminuts i microcristalls en forma de raïm; també en masses terrosses.
Segons la classificació de Nickel-Strunz, la biringuccita pertany a «06.EC - Filopentaborats» juntament amb els següents minerals: nasinita, gowerita, veatchita, volkovskita, tuzlaïta, heidornita i brianroulstonita.

## Formació i jaciments
Va ser descoberta l'any 1961 a Larderello, Pomarance, a la província de Pisa (Toscana, Itàlia), l'únic indret on ha estat trobada, on es troba en forma d'escates en canonades en un camp geotèrmic, associada a altres minerals com: nasinita, thenardita, orpiment i quars.